# Glomeremus feanus
Glomeremus feanus är en insektsart som först beskrevs av Griffini 1908.  Glomeremus feanus ingår i släktet Glomeremus och familjen Gryllacrididae. Inga underarter finns listade i Catalogue of Life.